# Tenuipalpus lanceae
Tenuipalpus lanceae är en spindeldjursart som beskrevs av Meyer 1979. Tenuipalpus lanceae ingår i släktet Tenuipalpus och familjen Tenuipalpidae. Inga underarter finns listade i Catalogue of Life.